# 魯米瓦因蓬塔山
10°09′56″S 77°11′39″W / 10.16556°S 77.19417°W
魯米瓦因蓬塔山（Rumi Wayin Punta），是秘魯的山峰，位於該國北部安卡什大區，由博洛涅西省的奇基安區負責管轄，屬於安地斯山脈的一部分，海拔高度4,600米。